# Нова Гута (Келецький повіт)
Нова Гута (пол. Nowa Huta) — село в Польщі, у гміні Ракув Келецького повіту Свентокшиського воєводства.
Населення — 322 особи (2011).
У 1975-1998 роках село належало до Келецького воєводства.

## Демографія
Демографічна структура на день 31 березня 2011 року:
|          | Загалом | Допрацездатний вік | Працездатний вік | Постпрацездатний вік |
| -------- | ------- | ------------------ | ---------------- | -------------------- |
| Чоловіки | 160     | 33                 | 114              | 13                   |
| Жінки    | 162     | 44                 | 88               | 30                   |
| Разом    | 322     | 77                 | 202              | 43                   |